# 簡文宣
簡文宣（1927年10月1日—1951年1月22日），日治台南州新營庄人，國立臺灣大學工學院電機工程學系肄業，1949年四六事件黑名單之一，加入台灣省工委，在蘆竹、林口、龜山交界的羊稠坑、營盤坑、坪頂一帶推展農民運動。1950年5月4日於坪頂農村遭到逮捕，1951年1月22日槍決於馬場町。

## 生平
簡文宣，1927年10月1日生，日治台南州新營庄人，簡家在新營是地主，擁有兩甲多田地，家境富裕，簡文宣父親簡澄洋台北國語學校畢業，從事教職多年，後前往東京大學就讀，返台後從事司法書士，亦曾於二二八事件被捕。
簡文宣1940年自新營公學校畢業後，考取台南州立嘉義中學校，1943年簡文宣因參加台大預科考試未錄取，1944年簡文宣考上日本陸軍經理學校免於被日本徵調充當志願兵，前往東京就讀的簡文宣，由於當時已是二戰後期，美軍持續轟炸，上課時間並不多，1945年日本戰敗，同年11月26日日本陸軍經理學校轉移並解散，1946年簡文宣返回台灣進入台大先修班就讀，1947年9月進入國立臺灣大學工學院電機工程學系就讀。
1947年二二八事件後，由於青年對於時局和政府的不滿，中共在台灣的地下黨組織快速膨脹。王子英與工學院同學王超倫、楊斌彥、塗南山、簡文宣及農學院的陳挺旭共同成立省工委學生工作委員會台大工學院支部，由王超倫擔任書記，由於不斷的學潮與保密局的情資顯示有共黨組織在校園活動，1949年4月6日發生了四六事件，警備總司令部派出大量軍警前往台大及師大逮捕可疑份子，簡文宣、王子英、周慎源及許多學生被迫逃亡。
周慎源是簡文宣台南州立嘉義中學校同學，四六事件時周慎源是師院學生自治會會長，透過葉城松的介紹加入共產黨，由省工委武工部長桃園、海山的負責人張志忠領導，四六事件後，周慎源躲避桃園地區，與簡吉、黃培奕一起擔任南崁及竹圍工委會幹部，和林元枝等人發展組織，逃亡的學生與此時也躲避桃園地區，張阿屘回憶錄提及當時周慎源領導他，由張阿屘領導徐文風、郭承庚、柯有亮、楊阿木等共十人，並收留了王子英及簡文宣。
1949年6月，簡文宣與周慎源藏匿於詹木枝、張阿屘家中，成立學習小組，培訓羊稠坑、營盤坑與坪頂地區的農民運動者。由於當局加強查緝，1950年5月4日，簡文宣在坪頂農民黃啟賢家中遭刑警總隊逮捕，1951年1月13日以共同意圖破壞國體，以非法之方法顛覆政府而著手實行之罪名判處死刑，1951年1月22日槍決於馬場町。

## 平反
2018年10月5日，促進轉型正義委員會促轉三字第1075300110B號函文，正式撤銷受難者林慶雲君等1270人之刑事有罪判決暨其刑，其中(39)安澄字第 3500 號，有關簡文宣共同意圖破壞國體，以非法之方法顛覆政府而著手實行之有罪判決暨其刑及沒收之宣告正式撤銷。